# شهرهای باستانی و تاریخی ایران
این فهرست شامل شهرهایی است که در گذشته در ایران وجود داشته‌اند اما یا امروزه تنها ویرانه‌های آن‌ها برجاست (مانند تخت جمشید) ویا تنها نامی از آن‌ها در کتاب‌ها باقی مانده‌است.

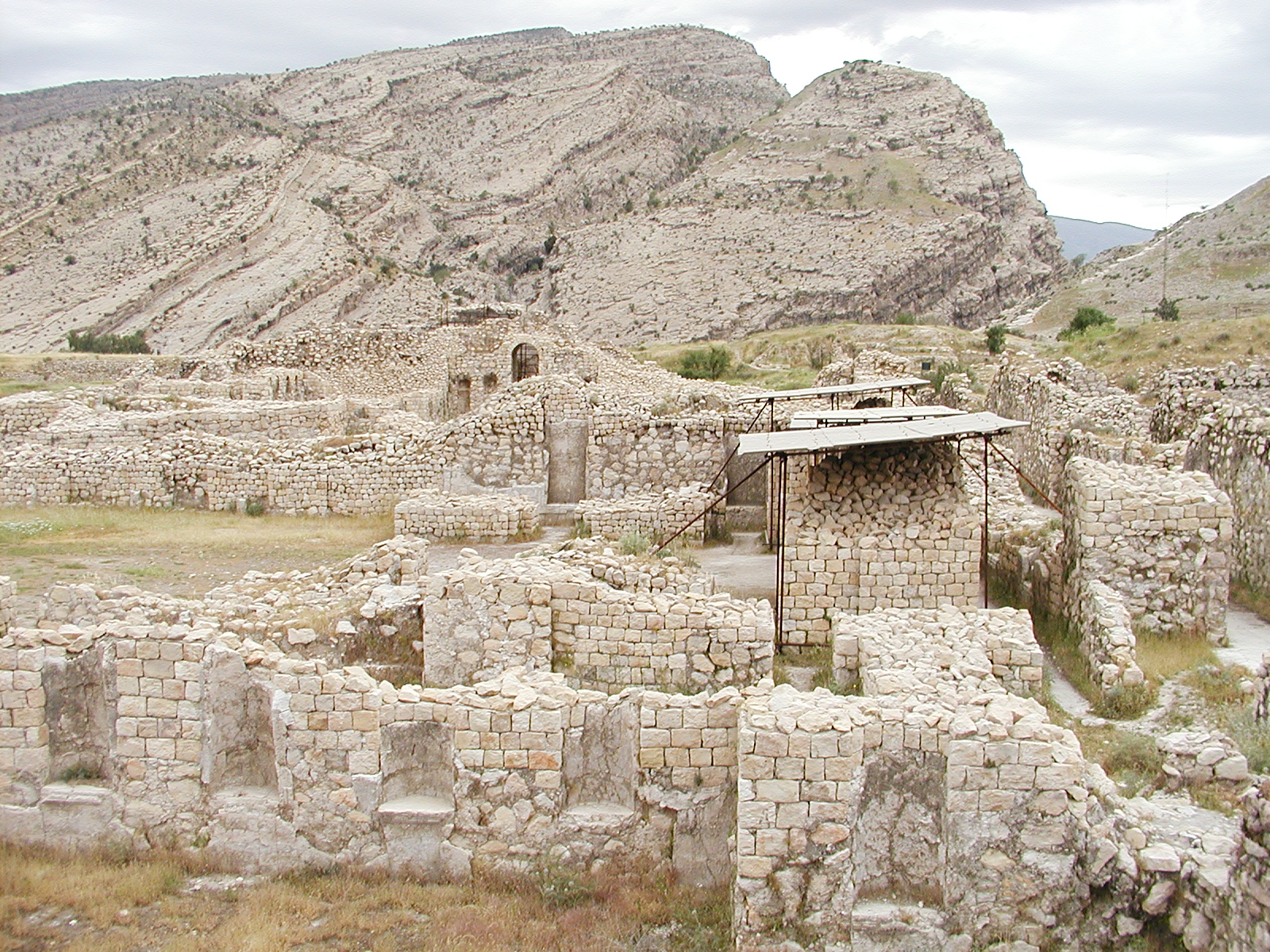
ویرانه‌های بیشاپور در کازرون

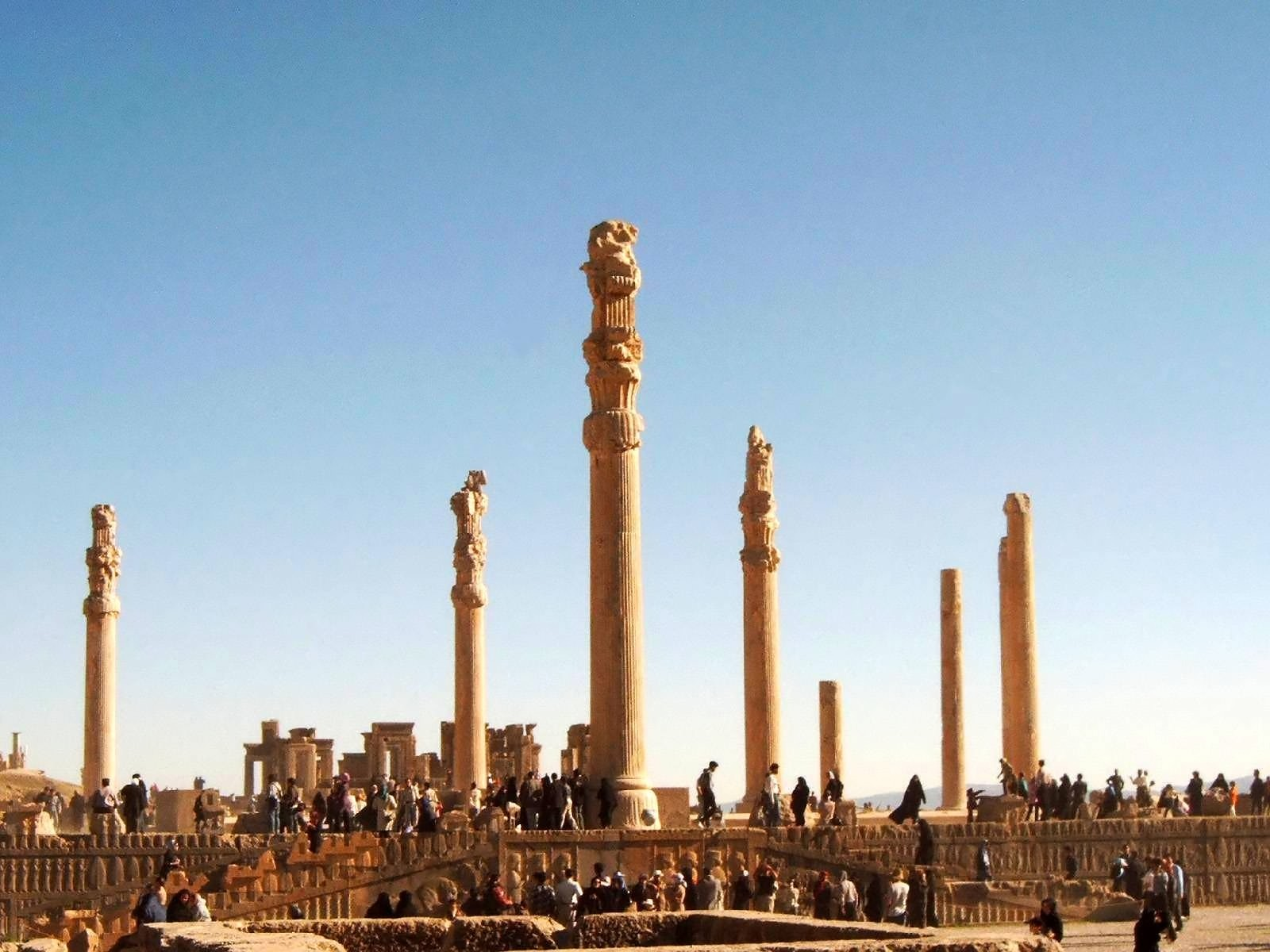
تخت جمشید در مرودشت

بندر سیراف در بوشهر

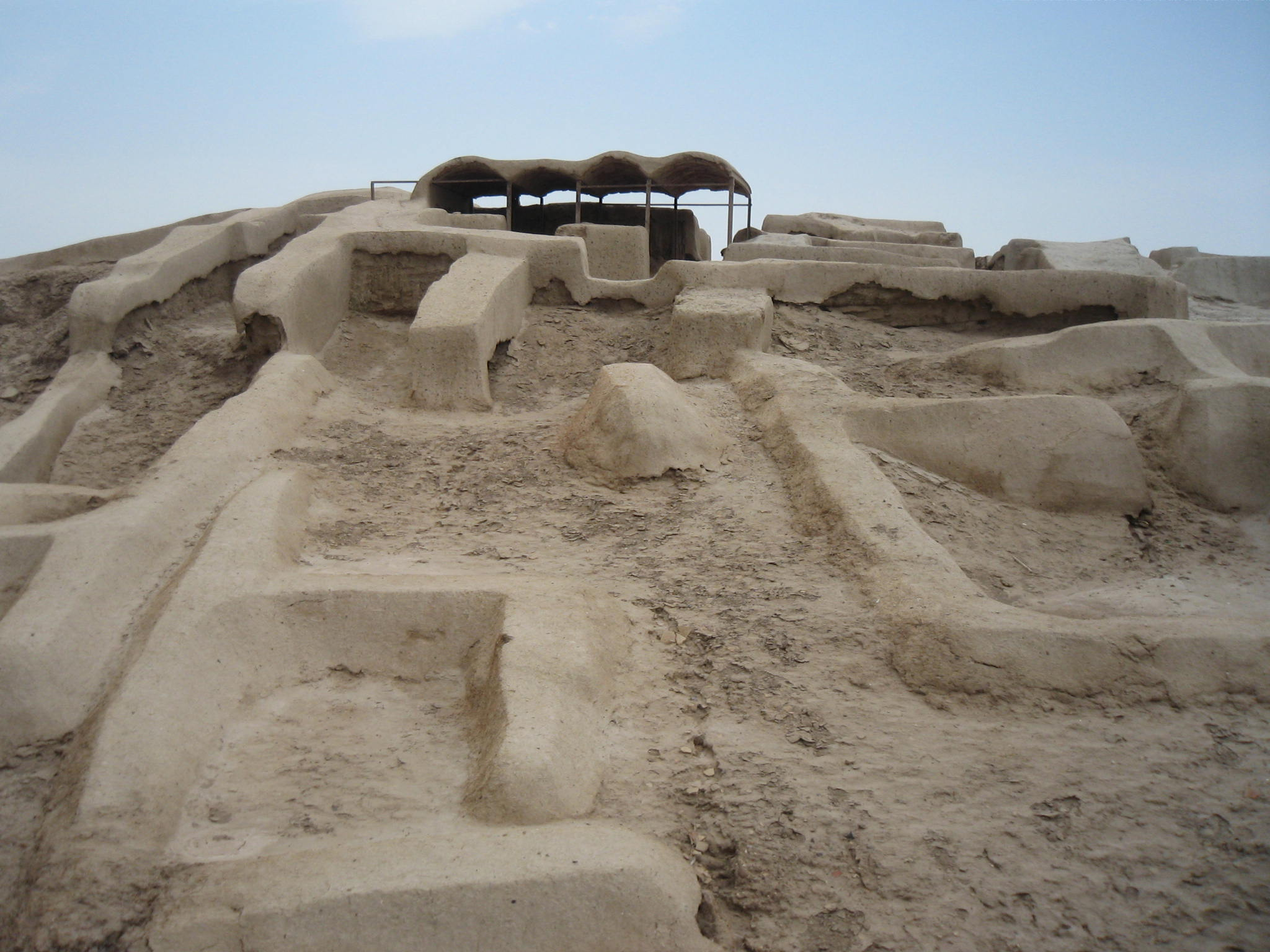
شهر سوخته در ایالت سیستان(زابل)،زاهدان(احیاگر شهر زاهدان کهنه‌ی سیستان بزرگ)

مدرسه علیا در شهر تون (فردوس) 

## فهرست شهرهای باستانی و تاریخی ایران
- آبان در استان کرمان
- آیاپیر در استان خوزستان
- املش در استان گیلان
- مارلیک در استان گیلان
- آزادوار در استان خراسان رضوی
- آوج در استان قزوین
- آساک در استان خراسان رضوی
- آمل در استان مازندران
- اشا در استان خوزستان
- ایوان کرخه در استان خوزستان
- ارجان در استان خوزستان
- ارگ قدیم بم در استان کرمان
- اسپراین در استان خراسان شمالی
- ایساتیس در استان یزد
- ایزیرتو در استان آذربایجان غربی
- اکسین در استان خوزستان
- اسفنداران در استان اصفهان
- استخر یا اسطخر در استان فارس
- اوان در غرب ایران
- تبریز در استان آذربایجان شرقی
- بوژگان در استان خراسان رضوی
- بردسیر در استان کرمان
- بیشاپور در استان فارس
- پرتیکان در استان اصفهان
- پارسه در استان فارس
- پیشیاوادا در استان فارس
- تالش در استان گیلان
- تموکن در استان بوشهر
- تپه کنار صندل الف در استان کرمان
- تپه حصار در استان سمنان
- تپه قلایچی در استان آذربایجان غربی
- تپه سیلک در استان اصفهان
- توج در استان فارس
- بنگلایان در استان هرمزگان
- فردوس در استان خراسان جنوبی
- تموکن در استان بوشهر
- ترشیز  در استان خراسان رضوی
- کرج ابودلف در محدوده استان لرستان
- جرجان در استان گلستان
- وردپاتکان در استان اصفهان
- خایدالو در استان لرستان
- خیاو در استان اردبیل
- دستوا در استان خوزستان
- دارابگرد در استان فارس
- دینور در استان کرمانشاه
- دهانه در استان سیستان و بلوچستان
- راونیر در استان خراسان رضوی
- ری یا رگا در استان تهران
- ریواردشیر در استان خوزستان
- ریشهر در استان بوشهر
- زوزن در استان خراسان رضوی
- زیویه در استان کردستان
- زرند در استان کرمان
- سامن در استان همدان
- سرپل ذهاب در استان کرمانشاه
- سقز در استان کردستان
- سنگان در استان خراسان رضوی
- سیراوند در استان خراسان رضوی
- سیمره در استان ایلام
- شیرگان در استان کرمان
- شاپورخواست در استان لرستان
- شوش (شهر باستانی) در استان خوزستان
- شهر سوخته در استان سیستان و بلوچستان
- شیروان در استان خراسان شمالی
- شهریئری در استان اردبیل
- صد دروازه در استان سمنان
- طابران در  استان خراسان رضوی
- طبس در استان خراسان جنوبی
- عسکر مکرم در استان خوزستان
- قائن در استان خراسان جنوبی
- قلعه اژدها پیکر در استان فارس
- قلعه زردک در استان یزد
- کاغذکنان در استان آذربایجان شرقی
- کارمانیا در استان کرمان
- کاریان (جویم) در استان فارس
- کامبادنه در استان کرمانشاه
- کشمر در استان خراسان رضوی
- کنابد در استان خراسان رضوی
- گوراب در استان همدان
- گور در استان فارس
- گندی شاپور در  استان خوزستان
- لیدوما در استان فارس
- مالن در استان خراسان رضوی
- ‌ مهرویان در استان خوزستان
- میبد در استان یزد
- مراغه در استان آذربایجان شرقی
- نهاوند در استان همدان
- نیشاپور در استان خراسان رضوی
- نی ریز (نای ذی) در استان فارس
- نوغان در  استان خراسان رضوی
- نوش آباد در استان اصفهان
- نوشیجان در استان همدان
- نجیرم در استان بوشهر
- ورامین در استان تهران
- هگمتانه در استان همدان
- هرمز اردشیر در استان خوزستان